# Adrien Barrère

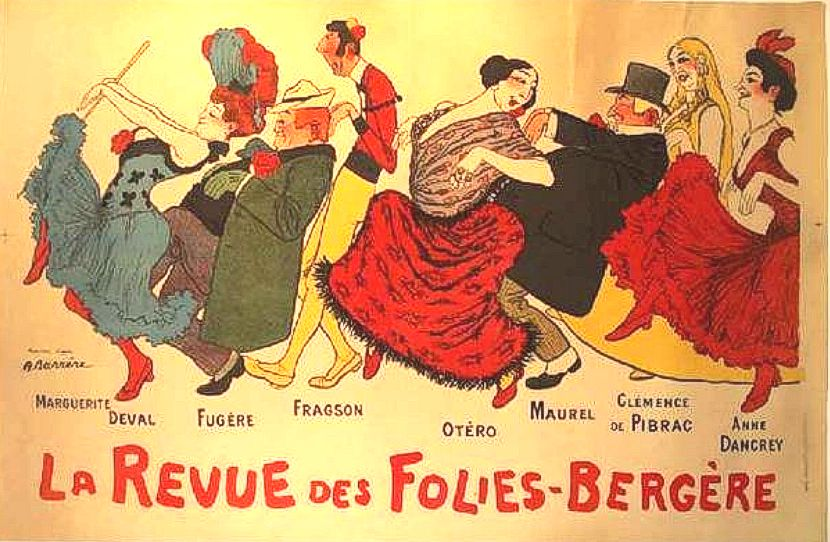
La Revue des Folies-Bergére

Adrien Barrère, Künstlername von Adrien Baneux (* 13. November 1874 in Paris; † 19. Mai 1931 ebenda) war ein französischer Theater- und Filmplakatkünstler sowie Karikaturist.
Nach dem Studium der Rechtswissenschaften und Medizin widmete sich Adrien Barrère als Autodidakt der Karikatur. Schon seine ersten Werke brachten ihm Erfolg. Sein Plakat mit Karikaturen der Medizinischen Fakultät von Paris war damals sehr populär – kein Student ohne Kopie – und erreichte eine Auflage von 420.000 gedruckten Exemplaren.
Er wurde Mitarbeiter der satirischen Zeitschrift „Fantasio“ seit ihrer Gründung im Jahr 1906, lieferte meist politische Karikaturen. Er schuf Plakate für die Pariser Revuetheater und Lichtspieltheater. Für die Firma Pathé schuf er mehr als 200 Plakate.
Er erschien auf dem Salon des Humoristes 1911 als Porträtist und Karikaturist.
Wegen der Knochentuberkulose wurde er 1914 vom Kriegsdienst befreit, bereiste aber als Satiriker die Front- und Feldkrankenhäuser.
1929 stellte er erneut auf dem Salon des Humoristes aus.